# Muixeranga

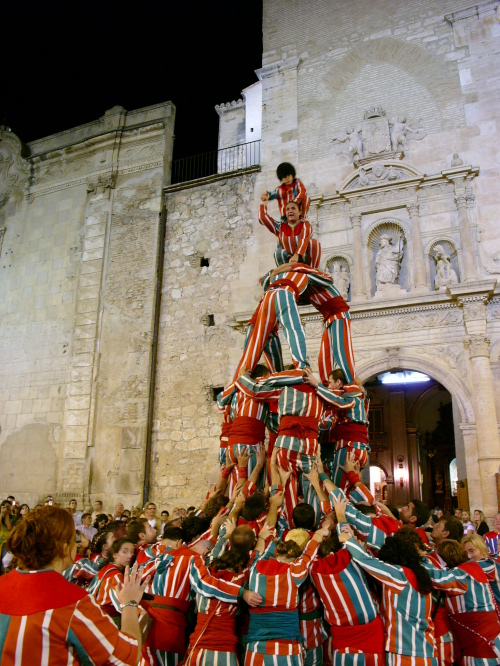
Castell-uppträdande under Muixeranga i Algemesí.

Muixeranga ([mujʃeˈɾaŋɡa]) är en form av festivalfirande i den spanska staden Algemesí samt i andra städer i Valencia-regionen. Den inkluderar gatudans och mänskliga flervåningspyramider – castell. Traditionen är gammal och härrör från det gamla kungariket Valencia.

## Utformning

Logo för immateriellt kulturarv, Unesco

Muixeranga är mycket mer än en artistisk akrobatisk dans. Det är en samling ålderdomliga mänskliga koreografier av stor rörlighet, med olika figurer och former. Det hela framförs 7–8 september under festivalen i Algemesí, till Hälsogudinnans ära (Mare de Déu de la Salut). Festivalen har förklarats som immateriellt kulturarv av Unesco.

### La Mare de Déu de la Salut
Festivalen börjar med klockringning från basilikan, följt av en parad. Kören och orkestern Schola Cantorum framför vesper på kvällen vid basilikan, följt av klockringning och processionen Els Misteris (korta, religiösa teaterstycken framförda av barn), castell-uppträdanden, traditionellt musikaliskt ackompanjemang och dansföreställningar.
Under den andra dagen sker framträdanden med "jättar och storhuvuden". Det innebär en morgonprocession med jättelika dockor föreställande kungen och drottningen av Aragonien – Jakob I och hans hustru Violante av Ungern. Senare presenteras under Volta General (den allmänna processionen) bibliska gestalter och apostlarnas sånger.

### Museu Valencià de la Festa
Det var festivalens popularitet och intresset för traditionen som ledde till att Museu Valencià de la Festa (ett museum tillägnat festivalen) skapades 2002. Museet erbjuder utställningar och forskning om Mare de Déu de la Salut. I museet kan besökare lära sig om festivalens  historia, ritualhandlingar, danser, musik och kostymer, samt njuta av många berättelser från evenemanget.